# Adolf Heinrich Schletter
Adolf Heinrich Schletter, né le 8 janvier 1793 à Leipzig et mort le 18 décembre 1853 à Paris, était un marchand de soieries, consul et mécène à Leipzig.

## Biographie
Le fils du marchand de soie Salomon Gotthold Schletter rejoint la « Banner der freiwilligen Sachsen » (la bannière des Saxons volontaires) après son apprentissage en 1813. De 1814 à 1849, il dirige l'entreprise reprise de son père Salomon Gotthold Schletter, spécialisée dans le négoce de soieries françaises. Dans son testament, il a légué sa vaste collection d'art, qui comprenait 80 peintures et 17 petites sculptures, dont le tableau le plus cher de la collection, Napoléon à Fontainebleau, à 12 000 francs et une maison sur la Petersstraße à la ville de Leipzig. C'était à condition qu'un musée pour cette collection soit construit dans les cinq ans. Le 18 décembre 1858, la veille du cinquième anniversaire de sa mort, le Musée des Beaux-Arts est inauguré. Grâce à Schletter, Leipzig joue un rôle particulier dans la communication de la peinture française en Allemagne.
Adolf Heinrich Schletter a soutenu aussi des acteurs et des musiciens, était des amis avec Clara et Robert Schumann et a donné aux institutions sociales.
En l'honneur d'Adolf Heinrich Schletter, une place et une rue de Leipzig portent son nom. En 2011, la Schletterplatz dans le arrondissement de Mitte, est à Gaudigplatz renommé.

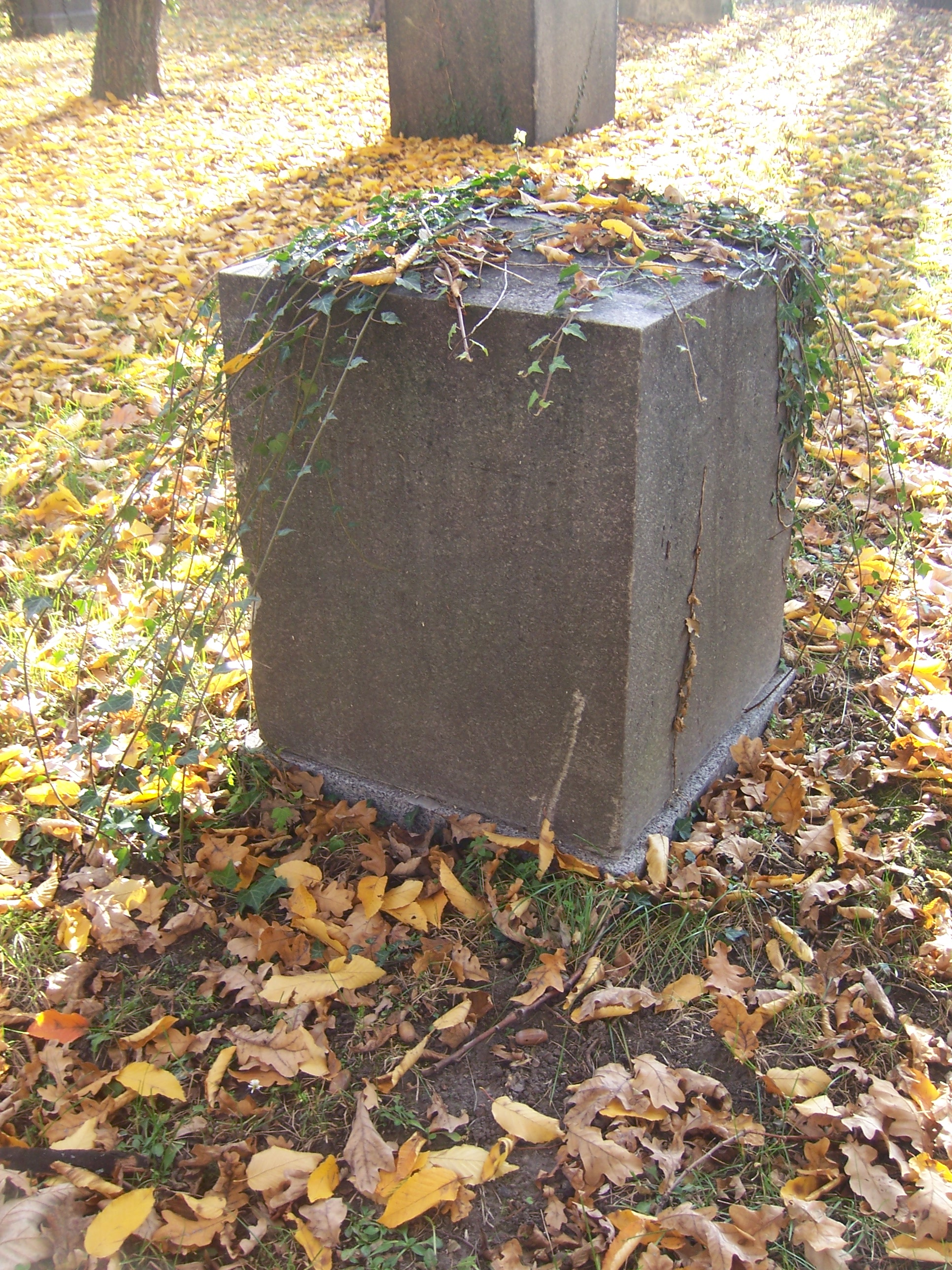
La pierre tombale originale de Schletter du Neuer Johannisfriedhof, maintenant: Lapidarium Ancien cimetière Saint-Jean de Leipzig

## Littérature
- (de) Julius Vogel (de), « Schletter, Adolf Heinrich », dans Allgemeine Deutsche Biographie (ADB), vol. 31, Leipzig, Duncker & Humblot, 1890, p. 465-466
- Andreas Priever: Ankäufe Adolf Heinrich Schletters (1793–1853) aus der Sammlung des Conte Giovanni Battista Sommariva in Paris. (Achats d'Adolf Heinrich Schletter (1793–1853) de la collection du comte Giovanni Battista Sommariva à Paris)  Dans: Museum der bildenden Künste (Musée des beaux-arts), Jahresheft (Bulletin annuel) 1996, Leipzig 1997, p. 7–17.

## Référence de traduction
- (de) Cet article est partiellement ou en totalité issu de l’article de Wikipédia en allemand intitulé « Adolf Heinrich Schletter » (voir la liste des auteurs).